# Уайт, Тан
Латаня «Тан» Шантелла Уайт (англ. LaTanya "Tan" Chantella White; родилась 27 сентября 1982 года, Тьюпело, штат Миссисипи) — американская профессиональная баскетболистка, выступала в женской национальной баскетбольной ассоциации за команды «Индиана Фивер», «Коннектикут Сан» и «Миннесота Линкс». Была выбрана на драфте ВНБА 2005 года в первом раунде под общим вторым номером командой «Индиана Фивер». Играет на позиции атакующего защитника. Обладательница приза имени Фрэнсис Померой Нейсмит 2005 года.

## Биография
Тан Уайт была выбрана на драфте ЖНБА 2005 года в первом раунде под общим вторым номером клубом «Индиана Фивер» и провела в нём четыре сезона, пока перед началом сезона 2009 года «Фивер» не отказались от неё. Уже по ходу сезона она подписала договор с «Коннектикут Сан». Перед началом сезона 2014 года она подписала контракт с командой «Миннесота Линкс».
Кроме женской НБА Уайт выступала за турецкий «Фенербахче» в сезоне 2005/06 годов и польский «Лотос Гдыня» в сезоне 2006/07 годов, а также латвийский «ТТТ Рига», турецкий «Бурхани Блд», израильский «Элицур Холон» и турецкий «Ордуспор Байан».